# Vogance
Vogance (izvirno srbsko Воганце) je naselje v Srbiji, ki upravno spada pod Občino Bujanovac; slednja pa je del Pčinjskega upravnega okraja.

## Demografija
V naselju, katerega izvirno (srbsko-cirilično) ime je Воганце, živi 50 polnoletnih prebivalcev, pri čemer je njihova povprečna starost 57,1 let (54,8 pri moških in 59,3 pri ženskah). Naselje ima 12 gospodinjstev, pri čemer je povprečno število članov na gospodinjstvo 4,25.
To naselje je, glede na rezultate popisa iz leta 2002, večinoma srbsko.
|  |

| Demografija | Demografija     | Demografija     |
| Leto        | Št. prebivalcev | Št. prebivalcev |
| ----------- | --------------- | --------------- |
|             |                 |                 |
|             |                 |                 |
|             |                 |                 |
|             |                 |                 |
| 1948        | 127             |                 |
| 1953        | 146             |                 |
| 1961        | 149             |                 |
| 1971        | 121             |                 |
| 1981        | 84              |                 |
| 1991        | 46              | 46              |
| 2002        | 51              | 51              |
|             |                 |                 |

| Etnična sestava po popisu iz leta 2002 | Etnična sestava po popisu iz leta 2002 | Etnična sestava po popisu iz leta 2002 | Etnična sestava po popisu iz leta 2002 | Etnična sestava po popisu iz leta 2002 |
| -------------------------------------- | -------------------------------------- | -------------------------------------- | -------------------------------------- | -------------------------------------- |
| Srbi                                   | Srbi                                   |                                        | 50                                     | 98,03%                                 |
| Neznano                                | Neznano                                |                                        | 0                                      | 0,0%                                   |